# 神戸薬科大学
神戸薬科大学（こうべやっかだいがく、英語: Kobe Pharmaceutical University）は、兵庫県神戸市東灘区本山北町4丁目19番1号に本部を置く日本の私立大学。1930年創立、1949年大学設置。大学の略称は神薬、神薬大。

## 概観
開校当初は女性が社会で自立できることを目的とし、専門学校令に基づく女子薬学校として開校した。戦後に新制女子薬科大学となった後、1994年（平成6年）に共学となった。

## 沿革

### 年表
- 1930年 神戸女子薬学校を設立
- 1932年 専門学校令による神戸女子薬学専門学校となる
- 1949年 新制・神戸女子薬科大学（薬学科）となる
- 1965年 衛生薬学科を増設
- 1967年 大学院修士課程薬学専攻を設置
- 1979年 大学院博士課程を設置
- 1994年 神戸薬科大学に改称し、男女共学となる

## 基礎データ

### 所在地
兵庫県神戸市東灘区本山北町

### 象徴
- 校章は、1937年（昭和8年）に学校のシンボルとして薬草であるキキョウが選ばれ、それとドイツ語表記（Kobe Pharmazeutische Fachschule für Frauen）の頭文字を組み合わせて制定された。新制大学となってからも長らくそのまま（ドイツ語表記はKobe Pharmazeutische Frauenhochschuleに変更）だったが、1994年（平成6年）の共学化に伴って、KPFをKPU（Kobe Pharmaceutical University）に改めた。
- 校章とは別に、広報活動用にコミュニケーションマークが制定されており、「薬」を意匠化し、校章と同じくキキョウがイメージされている。
- 校歌は平吉毅州の作曲である。

## 教育および研究

### 組織

#### 学部
- 薬学部
  - 薬学科

#### 大学院
- 薬学研究科
  - 薬学専攻（博士課程）
  - 薬科学専攻（修士課程）

#### 付属機関
- 薬学臨床教育・研究センター
- 薬学基礎教育センター
- 地域連携サテライトセンター
- 薬用植物園
- エクステンションセンター
- 図書館

## 学生生活
学生自治会のほか、運動部や文化部、同好会、サークルがある。

### 大学祭
大学祭は「ききょう祭」と呼ばれ、毎年10月の第1土曜日に実施される。

## 大学関係者と組織

### 大学関係者組織
- 神戸薬科大学同窓会 - ききょう会館1階に本部を置く。西日本を中心に支部があり、各支部が薬剤師研修会を実施している。
- 神戸薬科大学生活協同組合 - 購買、食堂、書店などを開設している。

### 大学関係者一覧
- 森賀まり（俳人）

## 施設

### キャンパス
- 交通アクセス
  - JR神戸線甲南山手駅より徒歩約13分
  - 阪急神戸線岡本駅より徒歩約15分
  - JR神戸線摂津本山駅より徒歩約15分
  - 阪神本線深江駅より徒歩約20分

1935年の女子薬学校時代からの校地で、東灘区本山北町の閑静な住宅街に隣接した山裾にある。1から11号館までとききょう会館、薬用植物園、実験室排水処理施設、茶室、テニスコート、「ベンゼン池」の別名がある生駒池がある。また、生駒古墳も敷地内にある。
5号館に座席数695席のききょう記念ホールがあるほか、ききょう会館は宿泊施設も有する。

#### 学生寮
ききょう会館内に女子学生寮として如修塾がある。

## 対外関係

### 他大学との協定
- 大学コンソーシアム
  - 大学コンソーシアムひょうご神戸
- 学術交流協定
  - 神戸大学（2007年締結）
- 図書館の相互協力に関する申合せ
  - 甲南大学（2016年締結）
  - 甲南女子大学（2016年締結）